# Johnny Eduardo
Johnny Eduardo do Nascimento, född 8 mars 1978 i Rio de Janeiro, är en brasiliansk MMA-utövare som sedan 2011 tävlar i organisationen Ultimate Fighting Championship.